# Тему
Тему (на италиански: Temù) е град и община в Северна Италия.

## География
Градът се намира в област (регион) Ломбардия на провинция Бреша. Той е алпийски планински курорт. Разположен е в живописна долина на река Ольо. На север на около 5 км по течението на река Ольо е град Понте ди Леньо, а на юг на около 8 км по течението на река Ольо е град Веца д'Ольо. На 19 км на юг също по течението на река Ольо е град Едоло. Тему е изходен пункт за туризъм към езерото Лаго ди Авио и по-нататък след езерото алпийския връх Адамело (3554 м). Население – 1050 жители според преброяване 2007 г.

## Икономика
Туризмът е основен отрасъл в икономиката на града.

## Личности
Родени
- Дзефирино Балардини (1922 – 1944), антифашист